# Molepolole
Molepolole to miasto w południowo-wschodniej Botswanie, na skraju pustyni Kalahari; ośrodek administracyjny Dystryktu Kweneng. Miasto leży w południowej części kraju, 50 km na zachód od Gaborone. Ma około 66,5 tysięcy mieszkańców. Molepolole jest największym miastem bez uniwersytetu w Botswanie, a także trzecim co do wielkości miastem tego kraju. Ośrodek handlowo-usługowy; muzeum; węzeł drogowy; lotnisko.